# Regionalwahlen in Tschechien 2004

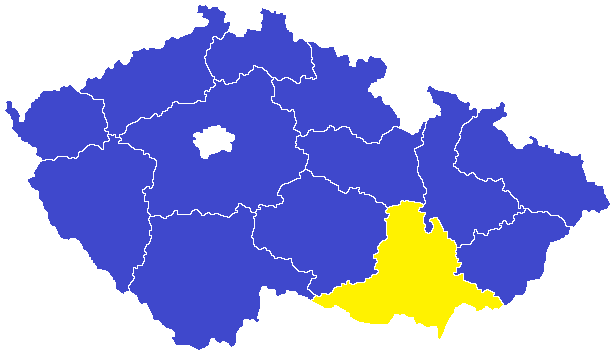
Stärkste Partei nach Region
ODS
KDU-ČSL

Die Regionalwahlen in Tschechien 2004 fanden am 5. und 6. November statt. Dabei wurden die Regionalparlamente in dreizehn von vierzehn Krajen (Regionen) mit Ausnahme der Hauptstadt Prag neu gewählt. Die Wahlbeteiligung betrug nur 29,62 Prozent.
Die Bürgerdemokraten (ODS) erreichten in allen Regionen bis auf Südmähren die meisten Stimmen. Dort waren die Christdemokraten (KDU-ČSL) am stärksten.

## Ergebnisse
Angeführt sind alle Parteien die im landesweiten Durchschnitt über 3 Prozent der Stimmen erhielten.
| Region               | ODS   | KSČM  | ČSSD  | KDU-ČSL | SNK  |
| -------------------- | ----- | ----- | ----- | ------- | ---- |
| Středočeský kraj     | 44,65 | 19,02 | 16,70 | –       | 5,06 |
| Jihočeský kraj       | 44,19 | 19,10 | 12,65 | 9,57    | 5,04 |
| Plzeňský kraj        | 41,29 | 19,90 | 14,92 | 7,23    | 5,19 |
| Karlovarský kraj     | 40,25 | 22,67 | 14,97 | –       | 4,20 |
| Ústecký kraj         | 39,62 | 25,26 | 15,29 | 2,81    | 2,72 |
| Liberecký kraj       | 36,05 | 15,93 | 10,80 | 4,32    | 4,50 |
| Královéhradecký kraj | 39,28 | 16,66 | 11,97 | 10,35   | 6,09 |
| Pardubický kraj      | 34,45 | 17,34 | 13,22 | –       | 4,74 |
| Vysočina             | 29,47 | 20,97 | 13,28 | 20,50   | 7,13 |
| Jihomoravský kraj    | 25,80 | 19,14 | 11,93 | 26,18   | 3,76 |
| Olomoucký kraj       | 30,56 | 21,41 | 15,02 | 13,72   | 4,45 |
| Zlínský kraj         | 30,08 | 15,45 | 13,66 | 21,32   | –    |
| Moravskoslezský kraj | 37,87 | 21,96 | 15,43 | 11,34   | 4,80 |
| Gesamt               | 36,35 | 19,68 | 14,03 | 10,67   | 3,28 |

## Quelle
- Wahlen zu den Regionalvertretungen 2004 – Český statistický úřad: Wahlergebnisse